# La Course au diamant
 (juillet 2020).
Pour plus de détails, voir Fiche technique et Distribution.
La Course au diamant (The Mouse on 57th Street en anglais) est un cartoon américain Merrie Melodies de 1961 réalisé par Chuck Jones.